# Понятовські

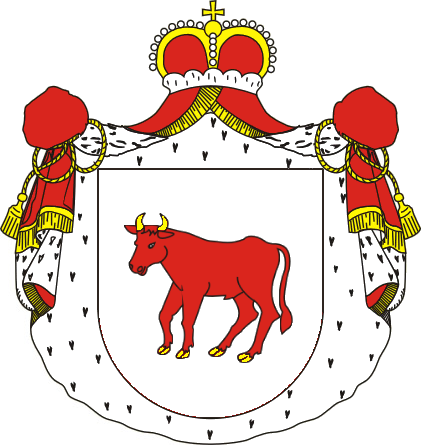
Цьолек — герб Понятовских

Понятовські — польські шляхетські роди.

## гербу Цьолек
Початково шляхетський, потім князівський рід. Своє походження вони ведуть від італійських вихідців XVII ст. Тореллі, з яких один, на ім'я Джузеппе (італ. Giuseppe Salinguerra Torelli, 1608—1678), близько 1629 р. одружився з Софією, спадкоємицею володаря містечка Понятова, та отримав прізвище Понятовський.
Від їхніх онуків Ігнатія та Станіслава Понятовських пішли дві гілки, з яких перша, володіючи маєтками в Україні, не грала важливу роль в історії Польщі. До Понятовських іншої гілки (герба Цьолек) належать:

### Відомі представники
- невідомий — чоловік доньки молдавського господаря Янку (Янкула) V Сасул Олени (†1598), у церкві  монастиря Святого Онуфрія у Львові. Біля входу до церкви існував його надгробок із затертим надписом.[1]
- Станіслав Понятовський (1676–1762) — каштелян краківський, батько Станіслава-Августа; в молодості служив у військах австрійських під начальством принца Евгена; потім діяв у Польщі, підтримуючи Карла XII шведського, був ад'ютантом його; був прихильником Станіслава Лещинського і супротивником Августа II; брав участь у Полтавській битві і втік після неї з Карлом XII до Туреччини, де захищав шведські інтереси перед султаном і сприяв оголошенню турками війни Росії; по смерті Карла XII визнав Августа II, вірно служив йому і в 1731 р. був вже воєводою Мазовецьким; по смерті Августа II невдало намагався допомогти Станіслава Лещинського і змушений був визнати Августа III, який призначив його каштеляном краківським. Дружина — Констанція Чорторийська (1700–1759). Написав, як вважають, «Remarques d'un Seigneur polonais sur l'histoire de Charles XII par Monsieur de Voltaire» (Гаага і Амстердам, 1741).
- Адам Понятовський — хорунжий сєрадзький
- Анджей Понятовський — брат короля, генерал австрійського вйська
- Станіслав Август Понятовський (1732–1798) — останній польський король і великий князь литовський.
- Станіслав Понятовський (1754—1833) — князь, племінник Станіслава Августа Понятовського, литовський підскарбій.
- Юзеф Понятовський (1763—1813) — польський князь, племінник Станіслава Августа Понятовського, полководець.
- Елена Понятовська (нар. 1932) — Мексиканська письменниця, журналістка, політична активістка
- Міхал-Єжи Понятовський (1736—1794) — рідний брат короля Станіслава-Августа, останній примас Речі Посполитої (1784), діяльний член Едукаційної комісії та її голова, прихильник і натхненник політики свого брата, змушений прийняти отруту, коли під час повстання Костюшка йому загрожувало повішення за перехоплену листування його з королем прусським.
- Казімєж Понятовський — старший брат короля
- Юзеф Понятовський (1816–1873) — князь, син Станіслава Понятовського, натуралізований в Тоскані, тосканський посол у Брюсселі (1819) й Лондоні (1850-53), з 1854 р. житель Парижа, сенатор під час другої імперії, автор численних опер: «Giovani di Procida» (1840), «Ruy-Blas», «Fianc ée d'Abydos», «Esmé ralda» та ін.
- Мацей — краківський канонік РКЦ
- Анна — монахиня, абатиса кляштору в Ібрамовичах
- невідома — дружина Яна Лещинського гербу Абданк
- Ізабеля з Понятовських Браніцька — дружина Яна Клємєнса Браніцького

## гербуЮноша
Представлений у Закроцімській землі.

### Представники
- Станіслав, згаданий у Плоцькому воєводстві 1674 року

## гербуШренява
Представлений у Сєрадзькому воєводстві.

### Представники
- Давид — кустош у Ґнезно
- Александр — секретар короля 1648

## герб невідомий
- Самуїл — калуський староста 1648 р.[2]

- 1618 року польські шляхтичі Понятовські за 150000 злотих купили Отинію і весь «отинійський маєток» (села Угорники, Грабич, Голосків, Струпків).[3]

## Джерело
- Polski Słownik Biograficzny.— Wrocław — Warszawa — Kraków — Gdańsk — Łódź, 1983.— Zakład Narodowy Imienia Ossolińskich Wydawnictwo Polskiej Akademii Nauk. — Tom XXVII/3, zeszyt 114. S. 409 — 624. (пол.)
- Niesiecki Kasper. Korona Polska przy Złotey Wolnosci Starożytnemi Wszystkich Kathedr, Prowincyi y Rycerstwa Kleynotami Heroicznym Męstwem y odwagą, Naywyższemi Honorami a naypierwey Cnotą, Pobożnością y Swiątobliwością Ozdobiona … — T. 3. — Lwów: w drukarni Collegium Lwowskiego Societatis Jesu, 1740. — 938 s. — S. 647—648. (пол.)
- «Енциклопедичний словник Брокгауза і Ефрона»